# Летовник
Лето́вник (болг. Летовник) — село в Кирджалійській області Болгарії. Входить до складу общини Момчилград.

## Населення
За даними перепису населення 2011 року у селі проживали 42 особи, з них 39 осіб (92,9%) — турки.
Розподіл населення за віком у 2011 році:
Динаміка населення: